# Xanthorrachis
Xanthorrachis är ett släkte av tvåvingar. Xanthorrachis ingår i familjen borrflugor.
Kladogram enligt Catalogue of Life:
| Xanthorrachis | \| \| Xanthorrachis annandalei \| \| \| \| \| \| Xanthorrachis assamensis \| \| \| \| \| \| Xanthorrachis sabahensis \| \| \| \| |
|               | \| \| Xanthorrachis annandalei \| \| \| \| \| \| Xanthorrachis assamensis \| \| \| \| \| \| Xanthorrachis sabahensis \| \| \| \| |
|               | Xanthorrachis annandalei |
|               | |
|               | Xanthorrachis assamensis |
|               | |
|               | Xanthorrachis sabahensis |
|               | |